# آلبرت پورسل
آلبرت پورسل (انگلیسی: Albert Purcell; ۳ ژوئیهٔ ۱۹۱۳ – ۲۰۰۱ (۸۷−۸۸ سال)) بازیکن فوتبال اهل بریتانیا بود.
از باشگاه‌هایی که در آن بازی کرده‌است می‌توان به باشگاه فوتبال پورت ویل اشاره کرد.